# Mieczysław Proner
Mieczysław Julian Proner (ur. 11 sierpnia 1903 w Warszawie, zm. wiosną 1940 w Charkowie) – polski farmaceuta i botanik pochodzenia żydowskiego, podporucznik rezerwy Wojska Polskiego, wykładowca Uniwersytetu Warszawskiego, ofiara zbrodni katyńskiej.

## Życiorys
Był synem handlowca Maurycego (zm. 1929) i Salomei z Kreuterkraftów (Kraeuterkraftów, zm. 1942). W 1920 ukończył Gimnazjum Handlowe Zgromadzenia Kupców Polskich w Warszawie. Studia rozpoczął na Politechnice Warszawskiej, ale po roku przeniósł się na Wydział Farmaceutyczny Uniwersytetu Warszawskiego. W okresie studenckim kierował Sekcją Chemiczną Koła Studentów Uniwersytetu Warszawskiego oraz redagował czasopismo „Towarzystwo Przyjaciół Kaktusa”. W 1924 uzyskał dyplom magistra farmacji, dwa lata później, po dalszych studiach we Francji na uniwersytecie w Nancy – dyplom doktora. Podstawą doktoratu była dysertacja Recherches sur quelques méthodes de dosages des halogènes dans les composés organiques, przygotowana pod kierunkiem francuskiego profesora Pasteureau, ogłoszona w 1926 także po polsku na łamach „Rocznika Farmacji” (Nowa metoda oznaczania chlorowców w związkach organicznych).
Po powrocie do kraju został asystentem (potem starszym asystentem) Władysława Mazurkiewicza w Zakładzie Farmakognozji i Botaniki Lekarskiej na Wydziale Farmaceutycznym UW. Kontynuował jednocześnie studia w zakresie fizjologii roślin i botaniki na tejże uczelni. W 1934 rozprawą Studia nad idioblastami u Crassulaceae potwierdził doktorat farmacji na UW. Prowadził zajęcia (ćwiczenia i wykłady) z farmakologii, szczególnie z mikroskopowej analizy sproszkowanych leków roślinnych i ich zafałszowań. W połowie lat 30. był również wykładowcą na kursach dla średniego personelu medycznego. Około 1937 otworzył przewód habilitacyjny, ale wobec trudności w dalszym rozwoju kariery naukowej, czynionych ze względu na jego pochodzenie, w styczniu 1938 przeszedł z pracy na uczelni do przemysłu farmaceutycznego, obejmując kierownictwo laboratorium fabryki „Ap. Kowalski” w Warszawie.
Ogłosił kilkanaście publikacji naukowych z mikrochemii i biochemii roślin lekarskich (po polsku, francusku i niemiecku), m.in. Badania nad melanogenezą liści gruszynki jednostronnej (Pirola secunda L.) (1937), O obecności heptozy w kilku krajowych gatunkach rozchodnika (Sedum L.) (1935), Seriodiagnostyczne drzewo rodowe królestwa roślinnego (1928), Polskie glossy botaniczne w kodeksie Avicenny (1931). Był również autorem kilkuset artykułów popularnonaukowych i recenzji, z czego znaczną część ogłosił na łamach „Wiadomości Farmaceutycznych”; w piśmie tym przez kilkanaście lat kierował działem naukowym. Współpracował z encyklopedią Świat i Życie.

W 1920 jako ochotnik uczestniczył w wojnie polsko-bolszewickiej. W latach 1928–1929 odbył służbę wojskową w Szkole Podchorążych Sanitarnych Rezerwy, w 1933 został mianowany podporucznikiem. W tym stopniu zmobilizowany w 1939, przydzielony został do Dęblina.  8 września 1939 przedarł się do Warszawy, po czym odebrał rozkaz wyruszenia do Garwolina. Po agresji ZSRR na Polskę w nieznanych okolicznościach trafił do niewoli radzieckiej, przebywał w obozie w Szepietówce, a następnie w Starobielsku. Zdołał przesłać do rodziny trzy kartki pocztowe, ostatnią ze Starobielska w kwietniu 1940. Wiosną tego roku został zamordowany przez funkcjonariuszy NKWD w Charkowie i pogrzebany w bezimiennej, zbiorowej mogile w Piatichatkach, gdzie od 17 czerwca 2000 mieści się oficjalnie Cmentarz Ofiar Totalitaryzmu w Charkowie. Figuruje na Liście Starobielskiej NKWD, pod poz. 2579.
5 października 2007 minister obrony narodowej Aleksander Szczygło – decyzją nr 439/MON – mianował go pośmiertnie na stopień porucznika. Awans został ogłoszony 10 listopada 2007 w Warszawie, w trakcie uroczystości „Katyń Pamiętamy – Uczcijmy Pamięć Bohaterów”. 

### Życie prywatne
Z jego najbliższej rodziny śmierć w czasie wojny poniosła matka, zmarła w 1942 w szpitalu w getcie warszawskim, oraz siostra Leokadia Hersztajn (ur. 5 sierpnia 1908), zastrzelona wraz z mężem w tymże getcie. Ocalała natomiast żona Pronera Maria z Asterblumów, która zdecydowała się ukrywać razem z córką po stronie aryjskiej. Maria Pronerowa (ur. 30 października 1897, zm. 15 lipca 2009) była doktorem fizyki i starszym asystentem w Zakładzie Fizyki Doświadczalnej Uniwersytetu Warszawskiego u profesora Stefana Pieńkowskiego. Za Mieczysława Pronera wyszła 3 lipca 1927, w czasie wojny przyjęła nazwisko Pogonowska. W 1968 wyjechała wraz z córką do Izraela. Zmarła w wieku niemal 112 lat jako jedna z najstarszych osób na świecie. Córka Pronerów Janina, po mężu Goldhar (ur. 14 stycznia 1929) była docentem bakteriologii na Akademii Medycznej w Warszawie, w Izraelu pracowała jako profesor mikrobiologii lekarskiej na Uniwersytecie Tel Awiwu.

## Ordery i odznaczenia
- Brązowy Medal za Długoletnią Służbę (1938)